# Glechon
Glechon es un género con 19 especies de plantas con flores perteneciente a la familia Lamiaceae. Es originaria de Sudamérica desde Brasil hasta Argentina.

## Especies
| - Glechon affinis - Glechon candida - Glechon canescens - Glechon caparaonensis - Glechon ciliata - Glechon discolor - Glechon elliptica - Glechon hassleri - Glechon hoehneana | - Glechon marifolia - Glechon myrtoides - Glechon origanifolia - Glechon paraguariensis - Glechon rigidula - Glechon ringens - Glechon serpyllifolia - Glechon spathulata - Glechon squarrosa - Glechon thymoides |